# Ogata no Saburo Koreyoshi
Ogata no Saburo Koreyoshi est un nom japonais traditionnel ; le nom de famille (ou le nom d'école), Ogata, précède donc le prénom (ou le nom d'artiste).
Ogata no Saburo Koreyoshi (緒方 惟栄, « grand samouraï Minamoto d'humble origine » ; vers 1100-1200 AD) est un samouraï légendaire qui joue un rôle majeur dans l'établissement du shogunat Kamakura.
Le Dit du Genji rapporte qu'Ogata commande les plus grandes armées de Kyūshū. Selon les vers Okuninushi no Mikoto des légendes shinto, l'arrière-arrière-grand-père de Saburo est Daida et Saburo descend donc d'un dieu serpent.
La mère de Daida reçoit toutes les nuits la visite de son amant. Une nuit, elle épingle une aiguille fixée à une bobine de fil sur son kimono. Le lendemain, elle suit le fil jusque dans une grotte. Elle entend des rugissements puissants de l'intérieur et appelle son amant mais il répond que son apparence est trop effrayante pour qu'elle le voie. Elle insiste cependant. Un grand serpent apparaît alors avec l'aiguille fixée à sa gorge. Dès qu'elle pose ses yeux sur le serpent, elle et ses compagnons se dispersent terrorisés. La nuit suivante, elle donne naissance à un fils, Daida, qui est élevé par son grand-père dans la province de Bungo (à présent préfecture d'Oita).
Le serpent est donc le symbole du clan Ogata sous Ogata no Saburo Koreyoshi.
Le chef du clan Ogata est à l'origine un obligé de Taira no Shigemori. Lorsque commencent les guerres entre les Taira et les Minamoto, Ogata no Saburo Koreyoshi change de camp après que les Minamoto ont tué son rival Kikuchi Jiro et ses armées jouent un rôle décisif en assurant à Minamoto no Yoritomo le contrôle du Japon en expulsant les Taira du Kyūshū.
Saburo assure la protection du prince Antoku et emmène la principale bataille contre les Taira à Dan-no-ura. Il aide également à la construction du fameux château d'Oka pour l'établissement du premier shogun du Japon.

## Source de la traduction
- (en) Cet article est partiellement ou en totalité issu de l’article de Wikipédia en anglais intitulé « Ogata no Saburo Koreyoshi » (voir la liste des auteurs).